# Rita Ossai
Rita Ossai (ur. 21 października 1995) – nigeryjska lekkoatletka specjalizująca się w biegach sprinterskich.
Złota i srebrna medalistka juniorskich mistrzostw Afryki (2013). W 2015 weszła w skład nigeryjskiej sztafety 4 × 400 metrów, która zdobyła złoty medal igrzysk afrykańskich w Brazzaville.
Rekord życiowy w biegu na 400 metrów: 52,43 (20 czerwca 2013, Calabar). 

## Osiągnięcia
| Rok  | Impreza                               | Miejsce         | Konkurencja                     | Pozycja    | Wynik   |
| ---- | ------------------------------------- | --------------- | ------------------------------- | ---------- | ------- |
| 2011 | Mistrzostwa świata juniorów młodszych | Lille Metropole | bieg na 400 metrów              | półfinał   | 54,02   |
| 2011 | Mistrzostwa świata juniorów młodszych | Lille Metropole | sztafeta szwedzka               | 4. miejsce | 2:06,26 |
| 2013 | Mistrzostwa Afryki juniorów           | Bambous         | bieg na 400 metrów              | 2. miejsce | 53,84   |
| 2013 | Mistrzostwa Afryki juniorów           | Bambous         | sztafeta 4 × 400 metrów         | 1. miejsce | 3:37,93 |
| 2015 | Igrzyska afrykańskie                  | Brazzaville     | sztafeta 4 × 400 metrów         | 1. miejsce | 3:27,12 |
| 2017 | Igrzyska solidarności islamskiej      | Baku            | bieg na 400 metrów przez płotki | 5. miejsce | 58,65   |
| 2017 | Igrzyska solidarności islamskiej      | Baku            | sztafeta 4 × 100 metrów         | 2. miejsce | 46,20   |
| 2017 | Igrzyska solidarności islamskiej      | Baku            | sztafeta 4 × 400 metrów         | 2. miejsce | 3:34,47 |